# Campeonato Brasileiro Série D 2018
Il Campeonato Brasileiro Série D 2018 è stata la 10ª edizione del Campeonato Brasileiro Série D.

## Squadre partecipanti
| Squadra (Città)                             | Stato               | Motivo qualificazione                                      |
| ------------------------------------------- | ------------------- | ---------------------------------------------------------- |
| 4 de Julho (Piripiri)                       | Piauí               | Vincitore della Copa Piauí 2017                            |
| Altos (Altos)                               | Piauí               | Vincitore del Campionato Piauiense 2017                    |
| América-RN (Natal)                          | Rio Grande do Norte | Miglior classificato del Campionato Potiguar 2017          |
| Americano (Campos dos Goytacazes)           | Rio de Janeiro      | 2° nella Copa Rio 2017                                     |
| Aparecidense (Aparecida de Goiânia)         | Goiás               | Miglior classificato del Campionato Goiano 2017            |
| ASA (Arapiraca)                             | Alagoas             | 19º posto in Série C 2017                                  |
| ASSU (Açu)                                  | Rio Grande do Norte | 2° miglior classificato del Campionato Potiguar 2017       |
| Atlético Itapemirim (Itapemirim)            | Espírito Santo      | Vincitore del Campionato Capixaba 2017                     |
| Atlético Tubarão (Tubarão)                  | Santa Catarina      | 2° miglior classificato del Campionato Catarinense 2017    |
| Barcelona-RO (Vilhena)                      | Rondônia            | 2° nel Campionato Rondoniense 2017                         |
| Baré (Boa Vista)                            | Roraima             | Vincitore del Campionato Roraimense 2017                   |
| Belo Jardim (Belo Jardim)                   | Pernambuco          | 2° miglior classificato del Campionato Pernambucano 2017   |
| Brasiliense (Taguatinga)                    | Distretto Federale  | Vincitore del Campionato Brasiliense 2017                  |
| Brusque (Brusque)                           | Santa Catarina      | Miglior classificato del Campionato Catarinense 2017       |
| Caldense (Poços de Caldas)                  | Minas Gerais        | 2° miglior classificato del Campionato Mineiro 2017        |
| Campinense (Campina Grande)                 | Paraíba             | 2° miglior classificato del Campionato Paraibano 2017      |
| Caxias (Caxias do Sul)                      | Rio Grande do Sul   | 2° miglior classificato del Campionato Gaúcho 2017         |
| Ceilândia (Ceilândia)                       | Distretto Federale  | 2° nel Campionato Brasiliense 2017                         |
| Central-PE (Caruaru)                        | Pernambuco          | Miglior classificato del Campionato Pernambucano 2017      |
| Cianorte (Cianorte)                         | Paraná              | Miglior classificato del Campionato Paranaense 2017        |
| Cordino (Barra do Corda)                    | Maranhão            | Miglior classificato del Campionato Maranhense 2017        |
| Corumbaense (Corumbá)                       | Mato Grosso do Sul  | Vincitore del Campionato Sul-Mato-Grossense 2017           |
| Dom Bosco (Cuiabá)                          | Mato Grosso         | 2° miglior classificato del Campionato Mato-Grossense 2017 |
| Espírito Santo (Vitória)                    | Espírito Santo      | 2° nella Copa Espírito Santo 2017                          |
| Ferroviária (Araraquara)                    | San Paolo           | Vincitore della Copa Paulista 2017                         |
| Ferroviário-CE (Fortaleza)                  | Ceará               | Miglior classificato del Campionato Cearense 2017          |
| Flamengo de Arcoverde (Arcoverde)           | Pernambuco          | 3° miglior classificato del Campionato Pernambucano 2017   |
| Fluminense de Feira (Feira de Santana)      | Bahia               | Miglior classificato del Campionato Baiano 2017            |
| Grêmio Novorizontino (Novo Horizonte)       | San Paolo           | 2° miglior classificato del Campionato Paulista 2017       |
| Guarani de Juazeiro (Juazeiro do Norte)     | Ceará               | 2º miglior classificato del Campionato Cearense 2017       |
| Imperatriz (Imperatriz)                     | Maranhão            | 2° miglior classificato del Campionato Maranhense 2017     |
| Independente-PA (Tucuruí)                   | Pará                | Miglior classificato del Campionato Paraense 2017          |
| Inter de Lages (Lages)                      | Santa Catarina      | 3° miglior classificato del Campionato Catarinense 2017    |
| Interporto (Porto Nacional)                 | Tocantins           | Vincitore del Campionato Tocantinense 2017                 |
| Iporá (Iporá)                               | Goiás               | 2° miglior classificato del Campionato Goiano 2017         |
| Itabaiana (Itabaiana)                       | Sergipe             | Miglior classificato del Campionato Sergipano 2017         |
| Itumbiara (Itumbiara)                       | Goiás               | 3° miglior classificato del Campionato Goiano 2017         |
| Jacuipense (Riachão do Jacuípe)             | Bahia               | 3º miglior classificato del Campionato Baiano 2017         |
| Linense (Lins)                              | San Paolo           | Miglior classificato del Campionato Paulista 2017          |
| Macaé (Macaé)                               | Rio de Janeiro      | 18º posto in Série C 2017                                  |
| Macapá (Macapá)                             | Amapá               | 2° nel Campionato Amapaense 2017                           |
| Madureira (Rio de Janeiro)                  | Rio de Janeiro      | 2° miglior classificato del Campionato Carioca 2017        |
| Manaus (Manaus)                             | Amazonas            | Vincitore del Campionato Amazonense 2017                   |
| Maringá (Maringá)                           | Paraná              | Vincitore della Taça FPF 2017                              |
| Mirassol (Mirassol)                         | San Paolo           | 3° miglior classificato del Campionato Paulista 2017       |
| Mogi Mirim (Mogi Mirim)                     | San Paolo           | 20º posto in Série C 2017                                  |
| Moto Club (São Luís)                        | Maranhão            | 17º posto in Série C 2017                                  |
| Murici (Murici)                             | Alagoas             | Miglior classificato del Campionato Alagoano 2017          |
| Nacional-AM (Manaus)                        | Amazonas            | 2° nel Campionato Amazonense 2017                          |
| Nova Iguaçu (Nova Iguaçu)                   | Rio de Janeiro      | Miglior classificato del Campionato Carioca 2017           |
| Novo Hamburgo (Novo Hamburgo)               | Rio Grande do Sul   | Miglior classificato del Campionato Gaúcho 2017            |
| Novoperário (Campo Grande)                  | Mato Grosso do Sul  | 2° nel Campionato Sul-Mato-Grossense 2017                  |
| Plácido de Castro (Plácido de Castro)       | Acre                | 2° miglior classificato del Campionato Acriano 2017        |
| Prudentópolis (Prudentópolis)               | Paraná              | 2° miglior classificato del Campionato Paranaense 2017     |
| Real Ariquemes (Ariquemes)                  | Rondônia            | Vincitore del Campionato Rondoniense 2017                  |
| Rio Branco-AC (Rio Branco)                  | Acre                | 2° nel Campionato Acriano 2017                             |
| Santa Rita (Boca da Mata)                   | Alagoas             | 2° miglior classificato del Campionato Alagoano 2017       |
| Santos-AP (Macapá)                          | Amapá               | Vincitore del Campionato Amapaense 2017                    |
| São José-RS (Porto Alegre)                  | Rio Grande do Sul   | Vincitore della Copa FGF 2017                              |
| São Raimundo-PA (Santarém)                  | Pará                | 2° miglior classificato del Campionato Paraense 2017       |
| São Raimundo-RR (Boa Vista)                 | Roraima             | 2° nel Campionato Roraimense 2017                          |
| Sergipe (Aracaju)                           | Sergipe             | 2° miglior classificato del Campionato Sergipano 2017      |
| Sinop (Sinop)                               | Mato Grosso         | Miglior classificato del Campionato Mato-Grossense 2017    |
| Sparta (Araguaína)                          | Tocantins           | 2° nel Campionato Tocantinense 2017                        |
| Treze (Campina Grande)                      | Paraíba             | Miglior classificato del Campionato Paraibano 2017         |
| Uberlândia (Uberlândia)                     | Minas Gerais        | 3° miglior classificato del Campionato Mineiro 2017        |
| URT (Patos de Minas)                        | Minas Gerais        | Miglior classificato del Campionato Mineiro 2017           |
| Vitória da Conquista (Vitória da Conquista) | Bahia               | 2º miglior classificato del Campionato Baiano 2017         |

## Prima fase

### Gruppo A1
| Pos. | Squadra       | Pt | G | V | N | P | GF | GS | DR |
| ---- | ------------- | -- | - | - | - | - | -- | -- | -- |
| 1    | Manaus        | 12 | 6 | 4 | 0 | 2 | 14 | 8  | +6 |
| 2    | Rio Branco-AC | 11 | 6 | 3 | 2 | 1 | 13 | 7  | +6 |
| 3    | Macapá        | 6  | 6 | 2 | 0 | 4 | 7  | 16 | -9 |
| 4    | Baré          | 5  | 6 | 1 | 2 | 3 | 5  | 8  | -3 |

### Gruppo A2
| Pos. | Squadra           | Pt | G | V | N | P | GF | GS | DR  |
| ---- | ----------------- | -- | - | - | - | - | -- | -- | --- |
| 1    | Independente-PA   | 12 | 6 | 3 | 3 | 0 | 8  | 3  | +5  |
| 2    | Santos-AP         | 8  | 6 | 2 | 2 | 2 | 13 | 8  | +5  |
| 3    | Barcelona-RO      | 8  | 6 | 2 | 2 | 2 | 8  | 7  | +1  |
| 4    | Plácido de Castro | 4  | 6 | 1 | 1 | 4 | 8  | 19 | -11 |

### Gruppo A3
| Pos. | Squadra         | Pt | G | V | N | P | GF | GS | DR |
| ---- | --------------- | -- | - | - | - | - | -- | -- | -- |
| 1    | Nacional-AM     | 10 | 6 | 3 | 1 | 2 | 9  | 4  | +5 |
| 2    | São Raimundo-RR | 8  | 6 | 2 | 2 | 2 | 10 | 11 | -1 |
| 3    | São Raimundo-PA | 8  | 6 | 2 | 2 | 2 | 7  | 8  | -1 |
| 4    | Real Ariquemes  | 6  | 6 | 1 | 3 | 2 | 7  | 10 | -3 |

### Gruppo A4
| Pos. | Squadra        | Pt | G | V | N | P | GF | GS | DR |
| ---- | -------------- | -- | - | - | - | - | -- | -- | -- |
| 1    | Ferroviário-CE | 10 | 6 | 2 | 4 | 0 | 7  | 5  | +2 |
| 2    | Cordino        | 9  | 6 | 2 | 3 | 1 | 6  | 4  | +2 |
| 3    | 4 de Julho     | 6  | 6 | 1 | 3 | 2 | 3  | 5  | -2 |
| 4    | Interporto     | 5  | 6 | 1 | 2 | 3 | 7  | 9  | -2 |

### Gruppo A5
| Pos. | Squadra   | Pt | G | V | N | P | GF | GS | DR |
| ---- | --------- | -- | - | - | - | - | -- | -- | -- |
| 1    | Moto Club | 13 | 6 | 4 | 1 | 1 | 6  | 3  | +3 |
| 2    | Altos     | 11 | 6 | 3 | 2 | 1 | 7  | 3  | +4 |
| 3    | Sparta    | 5  | 6 | 1 | 2 | 3 | 6  | 9  | -3 |
| 4    | ASSU      | 4  | 6 | 1 | 1 | 4 | 2  | 6  | -4 |

### Gruppo A6
| Pos. | Squadra             | Pt | G | V | N | P | GF | GS | DR |
| ---- | ------------------- | -- | - | - | - | - | -- | -- | -- |
| 1    | América-RN          | 14 | 6 | 4 | 2 | 0 | 11 | 6  | +5 |
| 2    | Imperatriz          | 9  | 6 | 2 | 3 | 1 | 10 | 3  | +7 |
| 3    | Belo Jardim         | 4  | 6 | 0 | 4 | 2 | 6  | 12 | -6 |
| 4    | Guarani de Juazeiro | 3  | 6 | 0 | 3 | 3 | 8  | 14 | -6 |

### Gruppo A7
| Pos. | Squadra    | Pt | G | V | N | P | GF | GS | DR |
| ---- | ---------- | -- | - | - | - | - | -- | -- | -- |
| 1    | Sergipe    | 13 | 6 | 4 | 1 | 1 | 8  | 5  | +3 |
| 2    | Jacuipense | 8  | 6 | 2 | 2 | 2 | 8  | 8  | 0  |
| 3    | Central-PE | 6  | 6 | 1 | 3 | 2 | 7  | 6  | +1 |
| 4    | ASA        | 4  | 6 | 0 | 4 | 2 | 7  | 11 | -4 |

### Gruppo A8
| Pos. | Squadra               | Pt | G | V | N | P | GF | GS | DR  |
| ---- | --------------------- | -- | - | - | - | - | -- | -- | --- |
| 1    | Campinense            | 16 | 6 | 5 | 1 | 0 | 12 | 3  | +9  |
| 2    | Fluminense de Feira   | 13 | 6 | 4 | 1 | 1 | 18 | 3  | +15 |
| 3    | Flamengo de Arcoverde | 4  | 6 | 1 | 1 | 4 | 4  | 16 | -12 |
| 4    | Murici                | 1  | 6 | 0 | 1 | 5 | 4  | 16 | -12 |

### Gruppo A9
| Pos. | Squadra              | Pt | G | V | N | P | GF | GS | DR  |
| ---- | -------------------- | -- | - | - | - | - | -- | -- | --- |
| 1    | Treze                | 12 | 6 | 3 | 3 | 0 | 14 | 4  | +10 |
| 2    | Itabaiana            | 10 | 6 | 3 | 1 | 2 | 11 | 9  | +2  |
| 3    | Vitória da Conquista | 8  | 6 | 2 | 2 | 2 | 4  | 6  | -2  |
| 4    | Santa Rita           | 3  | 6 | 1 | 0 | 5 | 6  | 16 | -10 |

### Gruppo A10
| Pos. | Squadra     | Pt | G | V | N | P | GF | GS | DR |
| ---- | ----------- | -- | - | - | - | - | -- | -- | -- |
| 1    | Iporá       | 13 | 6 | 4 | 1 | 1 | 10 | 4  | +6 |
| 2    | Brasiliense | 11 | 6 | 3 | 2 | 1 | 9  | 3  | +6 |
| 3    | Corumbaense | 8  | 6 | 2 | 2 | 2 | 5  | 9  | -4 |
| 4    | Dom Bosco   | 1  | 6 | 0 | 1 | 5 | 2  | 10 | -8 |

### Gruppo A11
| Pos. | Squadra      | Pt | G | V | N | P | GF | GS | DR |
| ---- | ------------ | -- | - | - | - | - | -- | -- | -- |
| 1    | Sinop        | 10 | 6 | 3 | 1 | 2 | 6  | 5  | +1 |
| 2    | Novoperário  | 10 | 6 | 3 | 1 | 2 | 7  | 7  | 0  |
| 3    | Aparecidense | 8  | 6 | 2 | 2 | 2 | 11 | 10 | +1 |
| 4    | Ceilândia    | 5  | 6 | 1 | 2 | 3 | 9  | 11 | -2 |

### Gruppo A12
| Pos. | Squadra        | Pt | G | V | N | P | GF | GS | DR |
| ---- | -------------- | -- | - | - | - | - | -- | -- | -- |
| 1    | Macaé          | 11 | 6 | 3 | 2 | 1 | 10 | 8  | +2 |
| 2    | URT            | 10 | 6 | 3 | 1 | 2 | 10 | 8  | +2 |
| 3    | Itumbiara      | 10 | 6 | 3 | 1 | 2 | 8  | 6  | +2 |
| 4    | Espírito Santo | 2  | 6 | 0 | 2 | 4 | 6  | 12 | -6 |

### Gruppo A13
| Pos. | Squadra              | Pt | G | V | N | P | GF | GS | DR |
| ---- | -------------------- | -- | - | - | - | - | -- | -- | -- |
| 1    | Uberlândia           | 11 | 6 | 3 | 2 | 1 | 10 | 7  | +3 |
| 2    | Grêmio Novorizontino | 9  | 6 | 2 | 3 | 1 | 10 | 9  | +1 |
| 3    | Americano            | 8  | 6 | 2 | 2 | 2 | 10 | 11 | -1 |
| 4    | Atlético Itapemirim  | 3  | 6 | 0 | 3 | 3 | 3  | 6  | -3 |

### Gruppo A14
| Pos. | Squadra   | Pt | G | V | N | P | GF | GS | DR |
| ---- | --------- | -- | - | - | - | - | -- | -- | -- |
| 1    | Linense   | 9  | 6 | 2 | 3 | 1 | 5  | 3  | +2 |
| 2    | Maringá   | 9  | 6 | 2 | 3 | 1 | 7  | 6  | +1 |
| 3    | Madureira | 6  | 6 | 1 | 3 | 2 | 6  | 7  | -1 |
| 4    | Caldense  | 6  | 6 | 1 | 3 | 2 | 5  | 7  | -2 |

### Gruppo A15
| Pos. | Squadra        | Pt | G | V | N | P | GF | GS | DR  |
| ---- | -------------- | -- | - | - | - | - | -- | -- | --- |
| 1    | Caxias         | 16 | 6 | 5 | 1 | 0 | 13 | 2  | +11 |
| 2    | Inter de Lages | 9  | 6 | 3 | 0 | 3 | 7  | 11 | -4  |
| 3    | Mirassol       | 7  | 6 | 2 | 1 | 3 | 3  | 5  | -2  |
| 4    | Nova Iguaçu    | 3  | 6 | 1 | 0 | 5 | 6  | 11 | -5  |

### Gruppo A16
| Pos. | Squadra          | Pt | G | V | N | P | GF | GS | DR |
| ---- | ---------------- | -- | - | - | - | - | -- | -- | -- |
| 1    | Atlético Tubarão | 15 | 6 | 5 | 0 | 1 | 9  | 3  | +6 |
| 2    | Novo Hamburgo    | 8  | 6 | 2 | 2 | 2 | 7  | 6  | +1 |
| 3    | Cianorte         | 6  | 6 | 1 | 3 | 2 | 2  | 5  | -3 |
| 4    | Ferroviária      | 3  | 6 | 0 | 3 | 3 | 3  | 7  | -4 |

### Gruppo A17
| Pos. | Squadra       | Pt | G | V | N | P | GF | GS | DR |
| ---- | ------------- | -- | - | - | - | - | -- | -- | -- |
| 1    | São José-RS   | 18 | 6 | 6 | 0 | 0 | 10 | 4  | +6 |
| 2    | Brusque       | 9  | 6 | 3 | 0 | 3 | 9  | 5  | +4 |
| 3    | Prudentópolis | 6  | 6 | 2 | 0 | 4 | 6  | 8  | -2 |
| 4    | Mogi Mirim    | 3  | 6 | 1 | 0 | 5 | 6  | 14 | -8 |

## Seconda fase
| Squadra 1            | Totale          | Squadra 2        | Andata | Ritorno |
| -------------------- | --------------- | ---------------- | ------ | ------- |
| Santos-AP            | 1 - 2           | Manaus           | 1 - 1  | 0 - 1   |
| Rio Branco-AC        | 4 - 3           | Independente-PA  | 3 - 0  | 1 - 3   |
| Altos                | 5 - 4           | Nacional-AM      | 3 - 0  | 2 - 4   |
| Cordino              | 3 - 4           | Ferroviário-CE   | 3 - 3  | 0 - 1   |
| Fluminense de Feira  | 1 - 5           | Moto Club        | 0 - 2  | 1 - 3   |
| Imperatriz           | 2 - 2 (5-4 dcr) | América-RN       | 1 - 0  | 1 - 2   |
| Brasiliense          | 2 - 1           | Sergipe          | 2 - 1  | 0 - 0   |
| Itabaiana            | 1 - 1 (5-6 dcr) | Campinense       | 0 - 1  | 1 - 0   |
| URT                  | 2 - 2 (2-3 dcr) | Treze            | 1 - 1  | 1 - 1   |
| Novoperário          | 4 - 5           | Iporá            | 2 - 2  | 2 - 3   |
| Linense              | 2 - 2 (4-2 dcr) | Sinop            | 2 - 1  | 0 - 1   |
| Grêmio Novorizontino | 3 - 1           | Macaé            | 2 - 1  | 1 - 0   |
| Inter de Lages       | 1 - 3           | Uberlândia       | 1 - 0  | 0 - 3   |
| Maringá              | 1 - 4           | Caxias           | 1 - 1  | 0 - 3   |
| Brusque              | 2 - 2 (3-4 dcr) | Atlético Tubarão | 1 - 0  | 1 - 2   |
| Novo Hamburgo        | 2 - 2 (2-3 dcr) | São José-RS      | 2 - 1  | 0 - 1   |

## Terza fase
| Squadra 1        | Totale          | Squadra 2            | Andata | Ritorno |
| ---------------- | --------------- | -------------------- | ------ | ------- |
| Rio Branco-AC    | 2 - 2 (2-3 dcr) | Manaus               | 1 - 2  | 1 - 0   |
| Ferroviário-CE   | 5 - 3           | Altos                | 1 - 1  | 4 - 2   |
| Imperatriz       | 6 - 3           | Moto Club            | 2 - 1  | 4 - 2   |
| Brasiliense      | 1 - 1 (4-5 dcr) | Campinense           | 1 - 0  | 0 - 1   |
| Treze            | 3 - 2           | Iporá                | 2 - 0  | 1 - 2   |
| Linense          | 5 - 4           | Grêmio Novorizontino | 3 - 2  | 2 - 2   |
| Uberlândia       | 2 - 3           | Caxias               | 1 - 1  | 1 - 2   |
| Atlético Tubarão | 1 - 3           | São José-RS          | 1 - 1  | 0 - 2   |

## Fase finale
|  | Quarti di finale     | Quarti di finale     | Quarti di finale | Quarti di finale | Quarti di finale |  |  | Semifinali     | Semifinali     | Semifinali | Semifinali | Semifinali |   |   | Finale         | Finale         | Finale | Finale | Finale |  |
|  |                      |                      |                  |                  |                  |  |  |                |                |            |            |            |   |   |                |                |        |        |        |  |
|  | Ferroviário-CE (dtr) | Ferroviário-CE (dtr) | 3                | 0                | 3 (5)            |  |  |                |                |            |            |            |   |   |                |                |        |        |        |  |
|  | Campinense           | Campinense           | 2                | 1                | 3 (4)            |  |  | Ferroviário-CE | Ferroviário-CE | 3          | 1          | 4          |   |   |                |                |        |        |        |  |
|  | Linense              | Linense              | 1                | 0                | 1                |  |  | São José-RS    | São José-RS    | 1          | 2          | 3          |   |   |                |                |        |        |        |  |
|  | São José-RS          | São José-RS          | 0                | 2                | 2                |  |  |                |                |            |            |            |   |   | Ferroviário-CE | Ferroviário-CE | 3      | 0      | 3      |  |
|  | Imperatriz (dtr)     | Imperatriz (dtr)     | 1                | 1                | 2 (3)            |  |  |                |                | Treze      | Treze      | 0          | 1 | 1 |                |                |        |        |        |  |
|  | Manaus               | Manaus               | 0                | 2                | 2 (2)            |  |  | Imperatriz     | Imperatriz     | 1          | 0          | 1 (1)      |   |   |                |                |        |        |        |  |
|  | Treze                | Treze                | 1                | 3                | 4                |  |  | Treze (dtr)    | Treze (dtr)    | 0          | 1          | 1 (2)      |   |   |                |                |        |        |        |  |
|  | Caxias               | Caxias               | 0                | 1                | 1                |  |  |                |                |            |            |            |   |   |                |                |        |        |        |  |